# استخر (فارس)
اِستَخر یا اِصطَخر (به پارسی میانه: ت.ت. 'سْتَخر') که تخت طاووس نیز نامیده شده، شهری باستانی در استان فارس در ۵ کیلومتری شمال تخت جمشید در جنوب غربی ایران  و حوالی بخش سیدان بود. این شهر از سده سوم پیش از میلاد تا اوایل سده سوم پس از میلاد به‌عنوان پایتخت فرتکه‌ها و شاهان پارس شکوفا شد. این شهر در زمان شاهنشاهی ساسانیان (۲۲۴–۶۵۱ میلادی) به اوج شکوفایی خود رسید و زادگاه خاندان ساسان بود. استخر از سال ۲۲۴ تا ۲۲۶ میلادی برای مدت کوتاهی به‌عنوان نخستین پایتخت شاهنشاهی ساسانی و سپس به‌عنوان شهر اصلی و مرکز مذهبی استان پارس ساسانی فعالیت کرد. این شهر در زمان حمله اعراب به ایران به‌دلیل مقاومت سرسخت خود که منجر به کشته شدن بسیاری از شهروندان آن شد، مورد توجه قرار گرفت.
استخر مدت‌ها پس از فتح ایران به دست اعراب به‌عنوان سنگر دین زرتشت باقی ماند و تا آغاز دوران اسلامی نیز اهمیتی نسبی داشت. پس از تأسیس شیراز در نزدیکی این شهر، استخر به‌تدریج رو به زوال رفت و در دوره بوئیان رها و ویران شد. بسیاری از بخش‌های استخر کاوش‌نشده باقی مانده است و تنها کاوش‌های محدود شهر به نیمه نخست سدهٔ بیستم و ارنست هرتسفلد و تیمی از دانشگاه شیکاگو بازمی‌گردد. ویرانه‌های استخر با مساحتی حدود ۶۰ هکتار از مهم‌ترین شهرها و محوطه‌های تاریخی ایران است.

## ریشه‌شناسی
«استخر» (همچنین به املای اصطخر) شکل فارسی نو ستخر (Stakhr) در فارسی میانه است و اعتقاد بر این است که به معنای «دژگاه/سنگر» است. به گفته ایران‌شناس ارنست هرتسفلد، که استدلال‌های خود را بر روی سکه‌های فرمانروایان فرتکه و شاهان پارس استوار کرده است، این ویژه فارسی میانه به نوبه خود از پارسی باستان *Parsa-staxra («دژگاه پارس») گرفته شده است که ارتباط نزدیک شهر با تخت جمشید در نزدیکی آن را می‌رساند. هرتسفلد حروف آرامی «PR BR» حک‌شده بر روی این سکه‌ها را به عنوان مخفف آرامی prsʾbyrtʾ («قلعه پارسه») تفسیر کرده است، که به نوبه خود ممکن است معادل فارسی باستان واژگان یادشده باشد. اختصار «ST» که به معنای استخر است بر روی سکه‌های ساسانی نیز آمده است. استخر در سریانی به عنوان Istahr و در ارمنی به عنوان Stahr گواهی شده است. احتمالاً در تلمود به صورت Istahar آمده است.
در متون تاریخی و جغرافیایی بعد از اسلام نام این شهر به صورت‌های متفاوتی، ازجمله اصطخر، اسطخر، استخر، ستخر آمده است. واژه استخر در اصل با «س» و «ت» نوشته می‌شود، اما بیشتر جغرافی‌دانان و تاریخ‌نگاران اسلامی آن را به‌صورت «اصطخر» نوشته‌اند. روی سکه‌های اسلامی ضرب شده در این شهر واژه استخر با س و ت حک شده است.

## جغرافیا

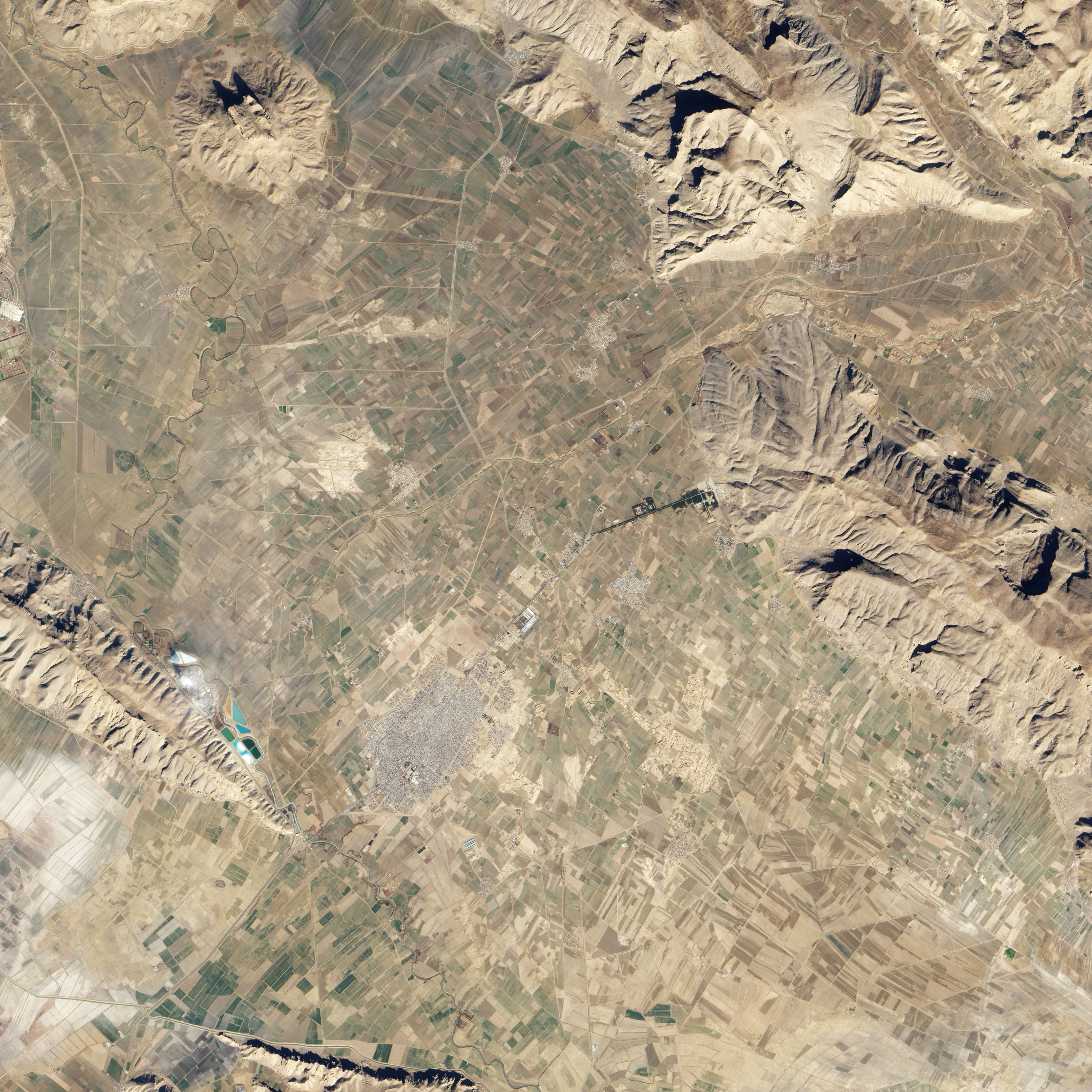
تصویر هوایی از دشت مرودشت. استخر در درهٔ میان دو کوه مهر (راست) و حاجی‌آباد (بالا) قرار دارد.

استخر در استان فارس در جنوب غربی ایران واقع شده است که از نظر تاریخی به نام‌های پارسه (فارسی باستان)، پارس (فارسی میانه) و پرسیس (یونانی) شناخته می‌شود. ویرانه‌های استخر در دره رودخانه پلوار (سیوند) در فاصله در فاصله ۵ کیلومتری تخت جمشید و به فاصله ۵۴ کیلومتری شیراز، بین کوه مهر و کوه نقش رستم (حاجی‌آباد) در جایی که دره رودخانه به دشت مرودشت باز می‌شود، قرار دارد. تخت جمشید نیز در دشت مرودشت واقع شده است.
گسترش شهر استخر بر اساس نقاط جغرافیایی امروزی بر این اساس است که از شرق به سیدان، از غرب تا زنگی‌آباد که در مجاورت نقش رستم است، از شمال به کوه‌های حاجی‌آباد و از جنوب به کوه‌های رحمت محدود بوده است. در مورد امتداد و وسعت این شهر چنان گفته‌اند که گاهی شهر استخر در یک سوی رودخانه پلوار و گاه در هر دو سوی رودخانه قرار داشته است.
پس از گذشتن از تخت جمشید و نقش رجب در کنار کوه رحمت، چند قطعه سنگ حجاری‌شده روی هم وجود دارند که حالت دروازه را دارد و به پوزه تخت طاووس مشهور است. استخر پس از این دروازه بین دو کوه رحمت و نقش رستم قرار دارد. روبه‌روی پوزه تخت طاووس تپه‌هایی در سمت چپ جاده واقع شده‌اند. این تپه‌ها در واقع خاکریز خندق اطراف شهر استخر بوده‌اند. با گذر از تپه‌ها در سمت شرق دروازه‌های سنگی و قطعات فراوانی از ستون‌های شکسته و سرستون‌ها دیده می‌شود. در کنار این دروازه حوضی با چند آب‌نما مشاهده می‌شود و قطعات سنگ حجاری شده فراوانی تا فاصله‌های زیادی در اطراف آن ریخته شده‌اند. این آثار تماماً مربوط به دوره هخامنشی و مشابه آثار تخت جمشید هستند.

## پیشینه
به احتمال زیاد، آن منطقه‌ای که به استخر تبدیل شد، در اصل از سکونتگاه‌هایی بوده است که پایتخت هخامنشی را احاطه می‌کردند. برخی از باستان‌شناسان استخر را با توجه به موقعیت جغرافیایی و نزدیکی به تخت‌جمشید، بخش عامه‌نشین شهر پارسه دانسته‌اند. اهمیت مذهبی آن به عنوان مرکز زرتشتیان در اوایل سده چهارم پیش از میلاد در زمان سلطنت اردشیر دوم هخامنشی (حک.  ۴۰۴–۳۵۸) آغاز شد. او در زمان سلطنت خود دستور ساخت مجسمه و معبد آناهیتا در نزدیکی استخر را داد. این معبد همان معبدی است که مسعودی در سده دهم از خرابه‌های آن واقع در یک فرسنگی استخر یاد کرده است. به گفته ایران‌شناس مری بویس، خرابه‌های این معبد احتمالاً متعلق به بنای اولیه هخامنشی بوده که توسط مقدونیان مهاجم به رهبری اسکندر مقدونی (حک.  ۳۳۶–۳۲۳) ویران و غارت شد. بنیان‌گذاری استخر به عنوان شهری مجزا اندکی پس از افول تخت جمشید توسط اسکندر صورت گرفت. به نظر می‌رسد که مقدار زیادی از سنگ‌های تخت جمشید برای بنای استخر مصرف شده است.

## فرترکه و شاهان پارس

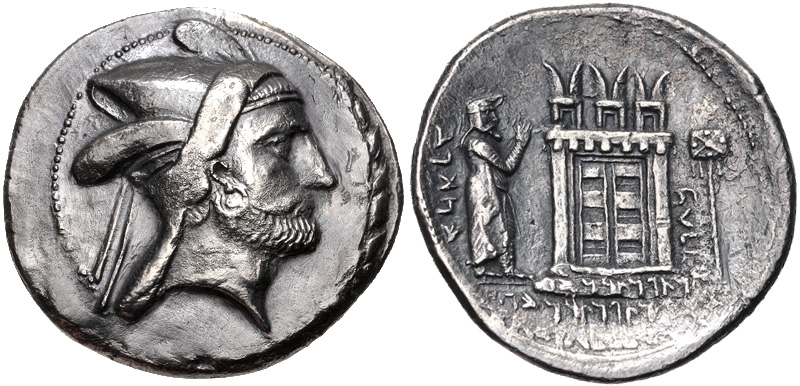
سکه بغداد، نخستین فرترکه پارس در اوایل سده سوم پیش از میلاد، ضرب استخر

هنگامی که سلوکوس یکم (حک.  ۳۰۵–۲۸۰) در ۲۸۰ پیش از میلاد درگذشت، پارسیان پارس شروع به اعلام دوباره استقلال خود کردند. به نظر می‌رسد مرکز مقاومت استخر بوده است که با وجود تپه‌های اطرافش از تخت جمشید، پایتخت پیشین هخامنشیان، امنیت بهتری داشته است. علاوه بر این، جاده مهمی به نام «جاده زمستانی» از استخر می‌گذشت که از پارس با گذشتن از پاسارگاد و آباده به اصفهان منتهی می‌شد. هسته استخر به عنوان یک شهر در سمت جنوب و شرق رودخانه پلوار قرار داشت. استخر از سده سوم پیش از میلاد تا اوایل سده سوم پس از میلاد به عنوان پایتخت فرمانروایان فرترکه و شاهان پارس شکوفا شد.
ساسان، نیای خاندان ساسانی، اهل استخر و در اصل نگهبان آتشکده آناهید در شهر بوده است. طبق روایاتی ساسان با زنی از دودمان بازرنگی که در اوایل سده سوم به عنوان دست‌نشانده اشکانیان در استخر حکومت می‌کرد، ازدواج کرد. در سال ۲۰۵~۲۰۶، بابک پسر ساسان، گوچهر، حاکم استخر را از سلطنت خلع کرد. پس از بابک پسرانش، شاپور و اردشیر پنجم، به عنوان دو شاه آخر پارس حکومت کردند.

## شاهنشاهی ساسانی

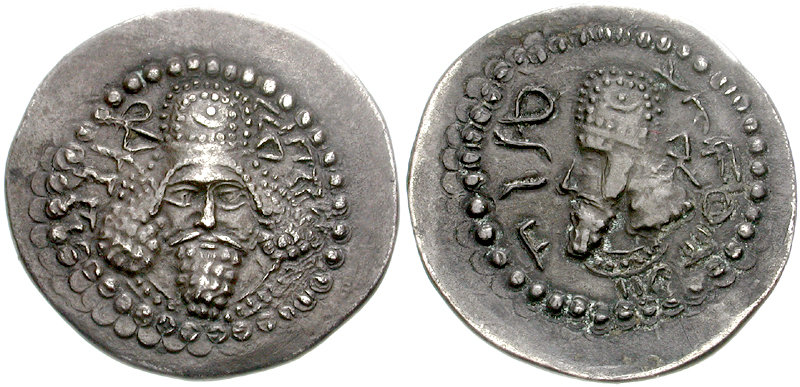
سکه ضرب اردشیر بابکان در استخر

در سال ۲۲۴، اردشیر پنجم، شاهنشاهی ساسانی را بنیان‌گذاری کرد و اردشیر یکم (حک.  ۲۲۴–۲۴۲) نام گرفت. بویس بیان می‌کند که معبدی که سده‌ها پیش توسط مقدونی‌ها ویران شده بود، در زمان ساسانیان بازسازی شد. او می‌افزاید که به گفته مسعودی، که نوشته‌هایش بر اساس روایات هستند، این معبد «در آغاز یک «بت‌خانه» بود که متعاقباً توسط همای، نیای افسانه‌ای هخامنشیان، به آتشکده تبدیل شد.» به نظر می‌رسد که در اوایل دوره ساسانیان، یا شاید کمی پیش از آن، جنبش شمایل‌شکنی زرتشتیان باعث شده بود که تصویر آیینی آناهیتا با آتش مقدس جایگزین شود. مسعودی این آتش مقدس را «یکی از گرامی‌ترین آتش‌های زرتشتیان» معرفی می‌کرد. شناسایی این معبد در استخر با آناهیتا ادامه یافت و طبری (م. ۹۲۳) اظهار داشت که این معبد به «آتشکده آناهیتا» معروف است.
کرتیر، موبد بانفوذ زرتشتی، در زمان بهرام دوم (حک.  ۲۷۴–۲۹۳) به‌عنوان نگهبان «آتش در آناهید-اردشیر و بانو آناهیتای استخر» (ādur ī anāhīd ardaxšīr ud anāhīd ī bānūg) گماشته شد. بویس خاطرنشان می‌کند که با توجه به مقام بلندپایه کرتیر، انتصاب او نشان می‌دهد که آتش مقدس در استخر بسیار مورد احترام بوده است.
استخر در دوران ساسانیان به اوج شکوفایی خود رسید و به عنوان پایتخت و مرکز مذهبی استان پارس ساسانی عمل می‌کرد. استخر که مرکز عمده فعالیت‌های اقتصادی بود، میزبان یک ضرابخانه مهم ساسانی بود که به اختصار با حروف اول «ST» نامیده می‌شد و سکه‌ها از دوران سلطنت بهرام گور (حک.  ۴۲۰–۴۳۸) تا سقوط این دودمان و همچنین گنجینه‌های سلطنتی ساسانی (گنج شاهیگان) در آن تولید می‌شد. از این گنجینه به‌طور مکرر در دینکرد و مادیان هزار دادستان یاد شده است. گنج شاهیگان همچنین یکی از نسخه‌های محدود اوستا را در اختیار داشت که احتمالاً یکی از همان نسخه‌هایی است که نسخه خطی موجود امروزی اوستا از آن مشتق شده است.

## فتح و خلافت اعراب

### استخر در دورهعمر بن خطاب
در جریان حمله اعراب به پارس به عنوان بخشی از اشغال ایران، مهاجمان عرب ابتدا مقر فرماندهی خود را در بیضا ایجاد کردند. اهالی استخر در برابر اعراب سخت مقاومت کردند. اولین تلاش اعراب برای فتح استخر در سال ۶۴۰ به رهبری علاء بن الحضرمی با شکست کامل مواجه شد. در سال ۶۴۳(سال ٢٣ هجری قمری)، اعراب لشکرکشی جدیدی به رهبری ابوموسی اشعری و عثمان بن ابی‌العاص انجام دادند که استخر را فتح کردند.

### استخر در دورهعثمان بن عفان
در سال ۶۴۸/۹(سال ٢٩ هجری قمری) عبدالله بن عامر، والی بصره، لشکرکشی دیگری انجام داد که بار دیگر استخر پس از درگیری‌های سنگین، فتح شد. مسلمانان پس از فتح مجدد شهر، شصت هزار نفر را از دم تیغ گذراندند. با این حال، مردم استخر باری دیگر بر اشغالگران مسلمان شوریدند، اعراب در سال ۶۴۹ لشکرکشی دیگری فرستاندند. این لشکرکشی نهایی بار دیگر منجر به کشته شدن بسیاری از شهروندان آن شد.

### استخر در دورهعلی ابن ابی طالب
اندکی پس از فرونشاندن نخستین اعتراض مردم در برابر اشغالگران مسلمانان، مردم استخر بار دیگر در در زمان خلافت علی 
      شوریدند.  
زرینکوب در کتاب تاریخ ایران کمبریج می‌نویسد:
بعد از کشته شدن عثمان بن عفان در شورش سال ۳۵ هجری قمری (۶۵۶ میلادی)، مردم استخر تصمیم به شورش گرفتند که عبدالله بن عباس به دستور پسر عمویش، علی بن ابی طالب، خلیفه چهارم، شورش استخر را در خون فرونشاند. مدتی نه چندان بعد، علی زیاد بن ابیه را برای سرکوب شورش فارس و کرمان در سال ۳۹ هجری (۶۵۹ میلادی) فرستاد. 

### استخر در دورهامویان

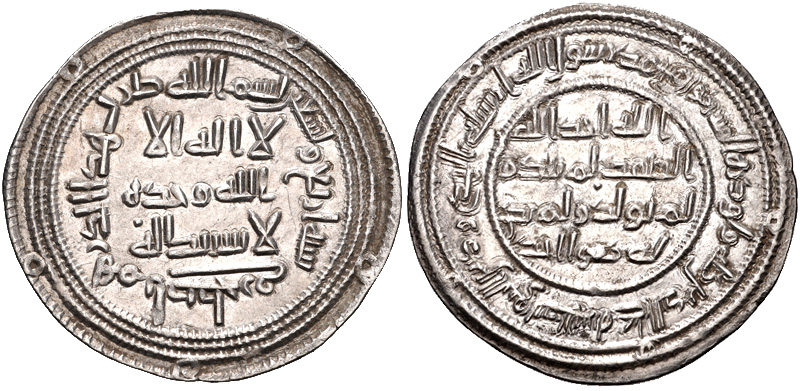
سکه ضرب خلیفه ولید بن عبدالملک در استخر

استخر در اوایل دوره اسلامی «مکانی نسبتاً مهم» بود. این مکان دارای دژی مهمی بود که در دوران اسلامی و پیش از آن اغلب به عنوان محل خزانه‌داری حاکمان عمل می‌کرد.
 این قلعه به نام‌های مختلف قلعه استخر یا استخر یار (دوست استخر) شناخته می‌شود
 در دوره خلافت اموی، فرمانداران اغلب در قلعه اقامت داشتند؛ برای نمونه زیاد بن ابیه در طول مبارزه خود با معاویه (حک.  ۶۶۱-۶۸۰).

### استخر در دورهعباسیان
بسیاری از سکه‌های عربی-ساسانی و سکه‌های دوران امویان و عباسیان در استخر ضرب شد.
پس از به تخت‌نشینی عباسیان مرکز سیاسی فارس به تدریج به شیراز منتقل شد. این امر در زوال استخر تأثیر بسزایی داشت. از این شهر در جنگ‌های صفاریان و والیان خلیفه در فارس یاد شده است. در ۱۱ آوریل ۸۹۰ عمرو لیث (حک.  ۸۷۹–۹۰۱) موسی مفلحی والی خلیفه را در استخر شکست داد. به گفته ایران‌شناس آدریان دیوید هیو بیوار، آخرین سکه منسوب به استخر سکه‌ای است که گویا دلفیان در سال ۶/۸۹۵ ضرب کرده‌اند.
قلعه ساسانی استخر واقع در خاوری‌ترین رخ‌نمون مرودشت محل آخرین مقاومت ایرانیان در برابر حمله اعراب به پارس بود.
استخر مدت‌ها پس از سقوط ساسانیان به عنوان سنگر دین زرتشت باقی ماند.

## بوییان و سلجوقیان
این منطقه در نیمه اول سده دهم بخشی از سرزمین آل بویه شد. در آغاز هزاره، سفرنامه‌نویسان و جغرافی‌نویسان متعددی دربارهٔ استخر نوشتند. در اواسط سده دهم، اصطخری (که خود بومی استخر بود) آن را شهری متوسط توصیف کرد. مقدسی در حدود سی سال بعد، در سال ۹۸۵، پل روی رودخانه استخر و «بوستان زیبای» آن را ستود. او همچنین خاطرنشان کرد که مسجد اصلی شهر با سرستون‌های گاو نر تزئین شده است. به گفته بویس و استرک و مایلز، این مسجد در اصل همان معبد ساسانی بوده که آذر آناهید-اردشیر (آتش آناهید-اردشیر) در آن قرار داشته و یزدگرد سوم (حک.  ۶۳۲–۶۵۱) آخرین پادشاه ساسانی در آن تاجگذاری کرد. با این حال، به گفته متیو کانپا شواهد باستان‌شناسی نشان می‌دهد که این مسجد در سده هفتم و در زمان حکومت اعراب ساخته شده است، و بنابراین یک معبد تغییر یافته ساسانی نبوده است. مقدسی همچنین خاطرنشان کرد که احتمالاً این مسجد در ابتدا یک آتشکده بوده است که در آن «تکه‌هایی از حجاری تخت جمشید به کار رفته است».
آب و هوای سرد منطقه انباشته‌هایی از برف را در بالای قلعه استخر ایجاد می‌کرد که آب ذوب‌شده آن در یک سد جمع می‌شد. این سد توسط عضدالدوله دیلمی (حک.  ۹۴۹–۹۸۳) برای ایجاد یک آب‌انبار مناسب برای پادگان قلعه ایجاد شد. به نقل از منابع معاصر، عمادالدوله ابوکالیجار (حک.  ۱۰۲۴–۱۰۴۸) هنگامی که به همراه پسرش به قلعه رفت مقادیر زیادی نقره و جواهرات ارزشمند را در قلعه یافت. نشان طلای عضدالدوله به تاریخ ۹۶۹/۷۰ که او را با تاجی به سبک ساسانی نشان می‌دهد، احتمالاً در استخر ساخته شده است.
آخرین شواهد سکه‌شناسی استخر که به جای خود شهر به قلعه آن اشاره می‌کند، به سال ۱۰۶۳ بازمی‌گردد. سکه مورد بحث به دستور رسولتگین، شاهزاده گمنام سلجوقی فارس، ضرب شده است. بیور اشاره می‌کند که برخی از سکه‌های منسوب به مناطق دیگر فارس نیز ممکن است در واقع سکه‌های استخر باشند. به گفته بیور که استدلال خود را بر نوشته‌های ابن اثیر استوار می‌کند، خزانه استخر گنجینه‌های سلسله‌های پیشین را در اختیار داشت. ابن اثیر نوشته است که زمانی که آلپ ارسلان سلجوقی (حک.  ۱۰۶۳–۱۰۷۲) قلعه استخر را در سال ۱۰۶۶/۷ فتح کرد، والی آن جامی باارزش را که نام جمشید پادشاه اساطیری ایران بر روی آن نقش بسته بود، به او داد. در استخر همچنین قلعه شکسته که به عنوان فروشگاه منسوجات عمل می‌کرد و قلعه اشکنوان، اسلحه‌خانه شهر، قرار داشت. اگرچه به نظر می‌رسد مکان این دژها نسبتاً با هسته داخلی استخر فاصله داشته باشد، اما در دوران قرون وسطی آن‌ها را «در شهر بزرگ استخر» می‌دانستند.
گفته می‌شود در سال‌های پایانی حکومت ابوکالیجار وزیری با یکی از زمین‌داران محلی استخر درگیر شد. ابوکالیجار نیز لشکری را به فرماندهی قتلمیش به استخر فرستاد که شهر را ویران و غارت کردند. استخر دیگر هرگز شکوه پیشین را بازنیافت و تبدیل به روستایی با حدود صد نفر جمعیت شد.
در سال ۱۰۷۴ در زمان سلجوقیان، شورشی به نام فضلویه بر استان فارس تسلط یافت و در قلعه استخر سنگر گرفت. نظام‌الملک، وزیر مشهور امپراتوری سلجوقی، متعاقباً قلعه را محاصره کرد. فضلویه اسیر و در قلعه زندانی شد و یک سال بعد هنگامی که قصد فرار داشت اعدام شد. در دوره‌های بعدی، قلعه اغلب «به عنوان زندان دولتی برای مقامات عالی‌رتبه و شاهزادگان» استفاده می‌شد.

### پس از آن

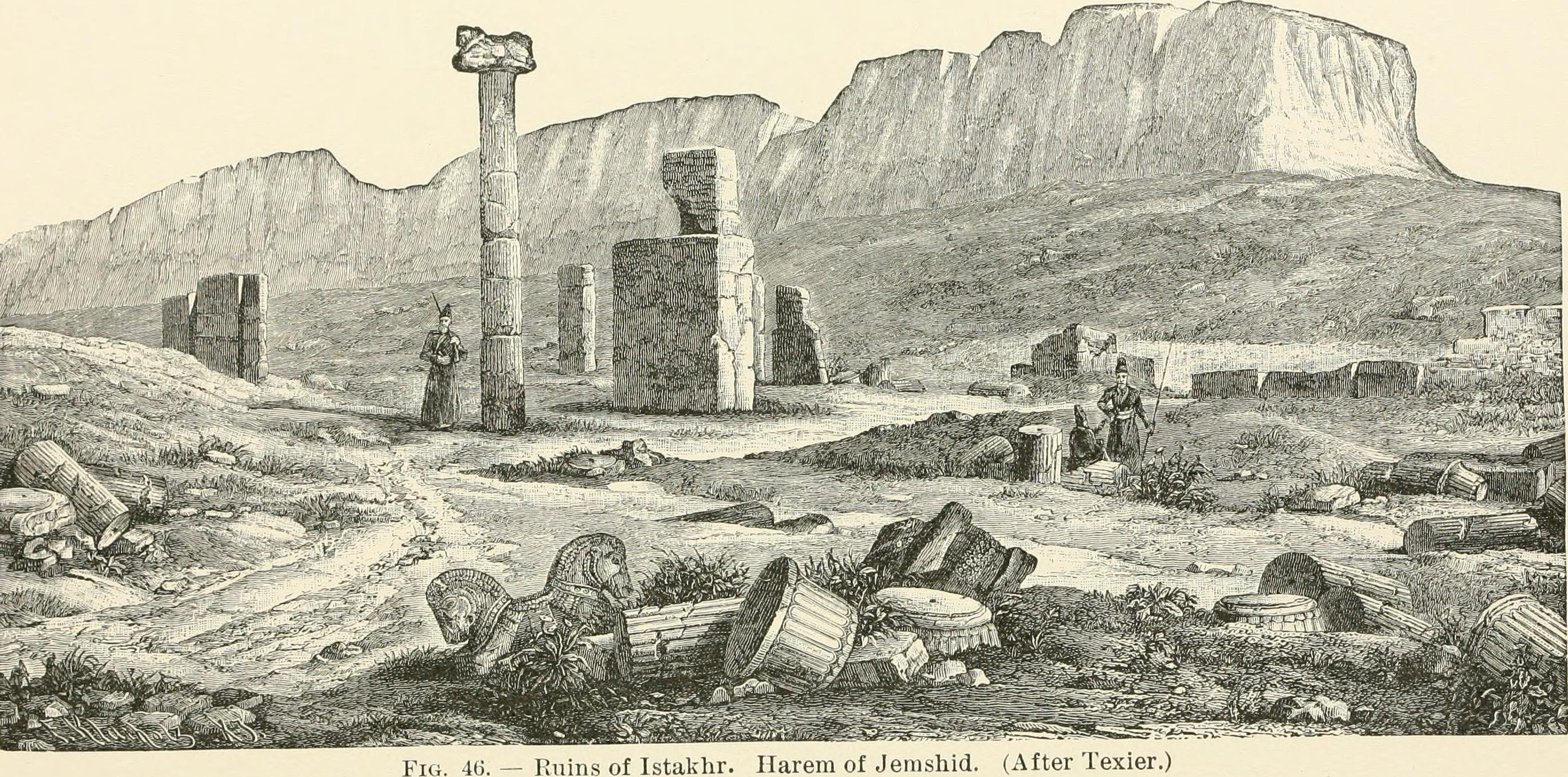
نقاشی از ویرانه‌های استخر در ۱۹۰۵

در حدود ۱۵۹۰ میلادی، قلعه استخر بنا به گزارش‌ها هنوز وضعیت خوبی داشت و مسکونی بود. مدتی بعد یک سردار یاغی صفوی به قلعه پناه برد. سپس شاه عباس صفوی (حک.  ۱۵۸۸–۱۶۲۹) قلعه را محاصره و تخریب کرد. به گفته پیترو دلاواله، جهانگرد ایتالیایی که در سال ۱۶۲۱ از استخر دیدن کرد، این شهر ویران شده بود.

## کاوش‌ها
کاوش‌های باستان‌شناسی در استخر از سده ۱۹ آغاز شد. در سال‌های اخیر عملیات حفاظت و مرمت آثار سنگی محوطه استخر با تمرکز بر تنها جرز سنگی بلند در محوطه آغاز شده است.
در نیمه اول سده بیستم، استخر توسط ارنست هرتسفلد و سپس تیمی از دانشگاه شیکاگو به رهبری اریش اشمیت به‌طور گذرا مورد بررسی قرار گرفت. مفصل‌ترین گزارش از ویرانه‌های استخر پیش از کاوش‌های سده بیستم توسط دو باستان‌شناس فرانسوی اوژن فلاندن و پاسکال کوست در اواخر سال ۱۸۴۰ انجام شد. استخر ساسانی عمدتاً کاوش‌نشده باقی مانده است.

## نگارخانه

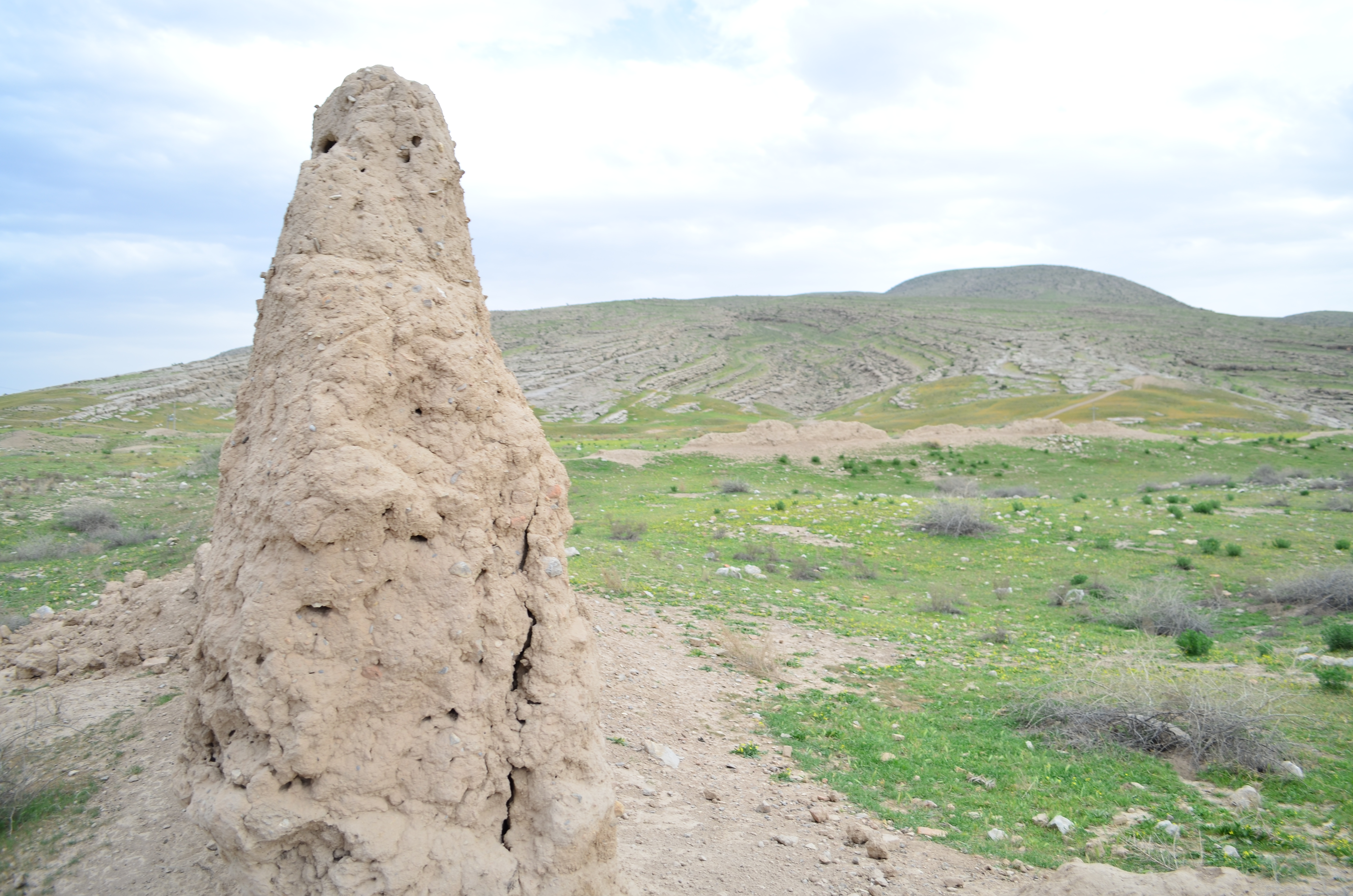
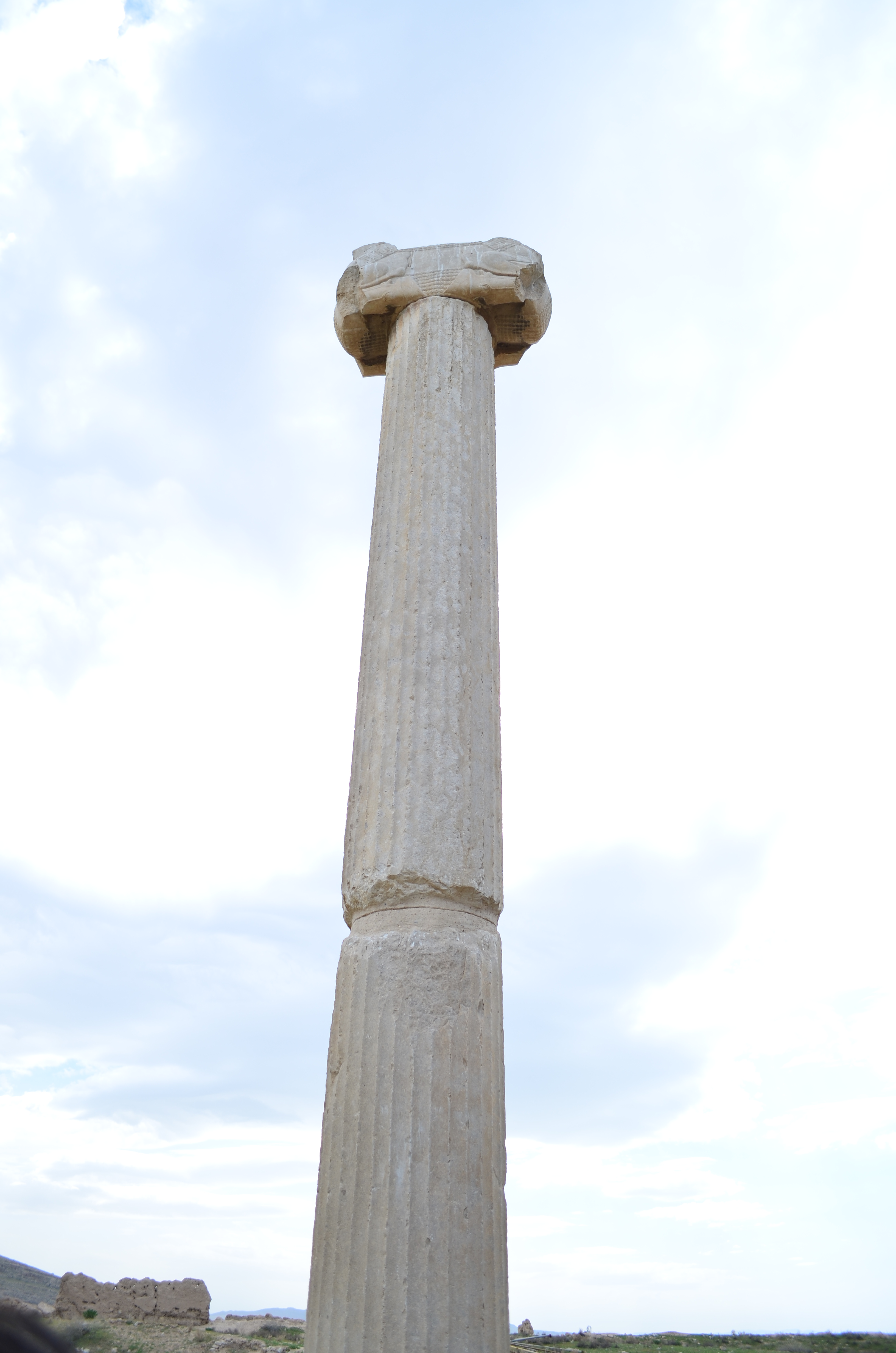
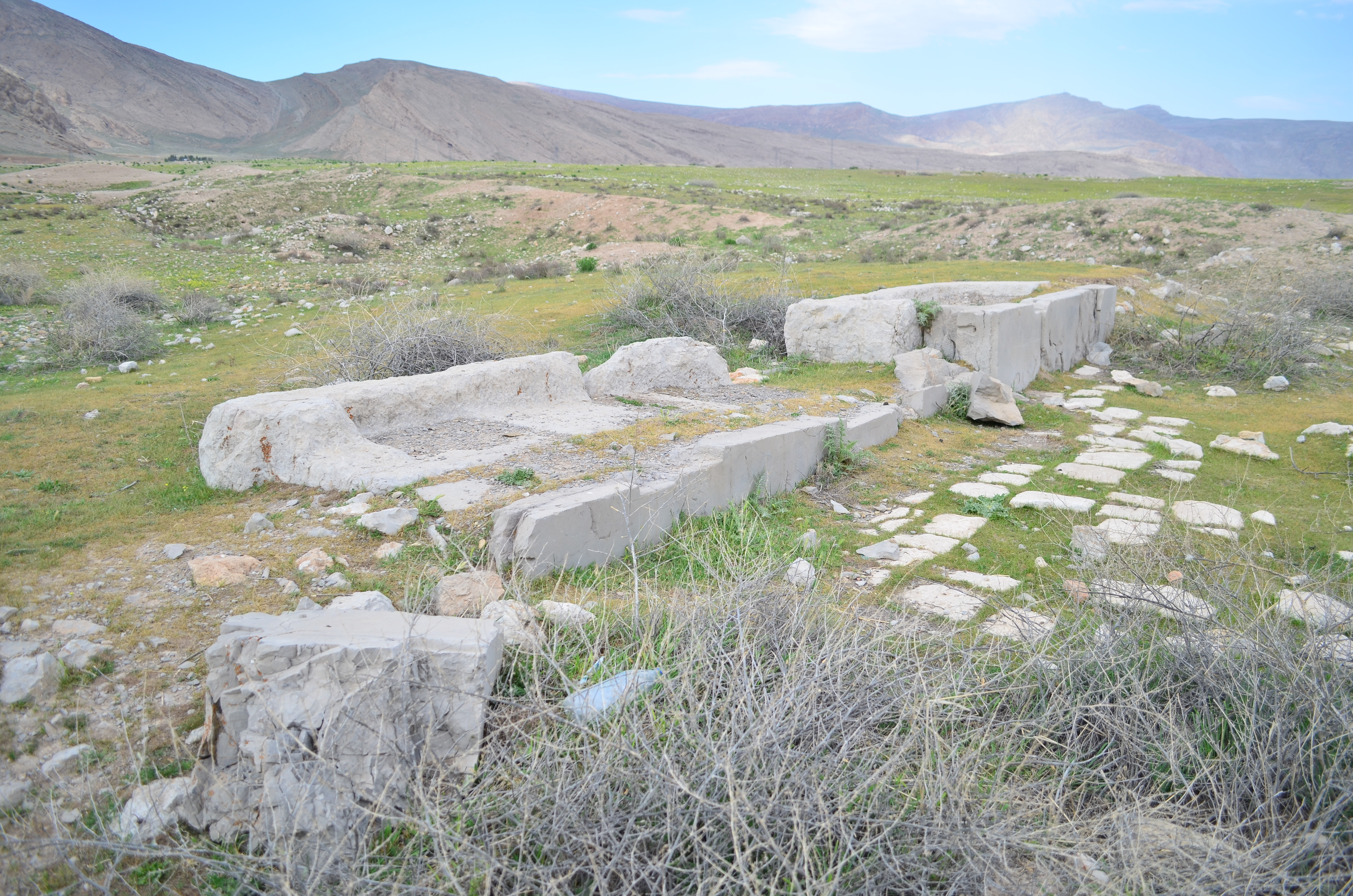
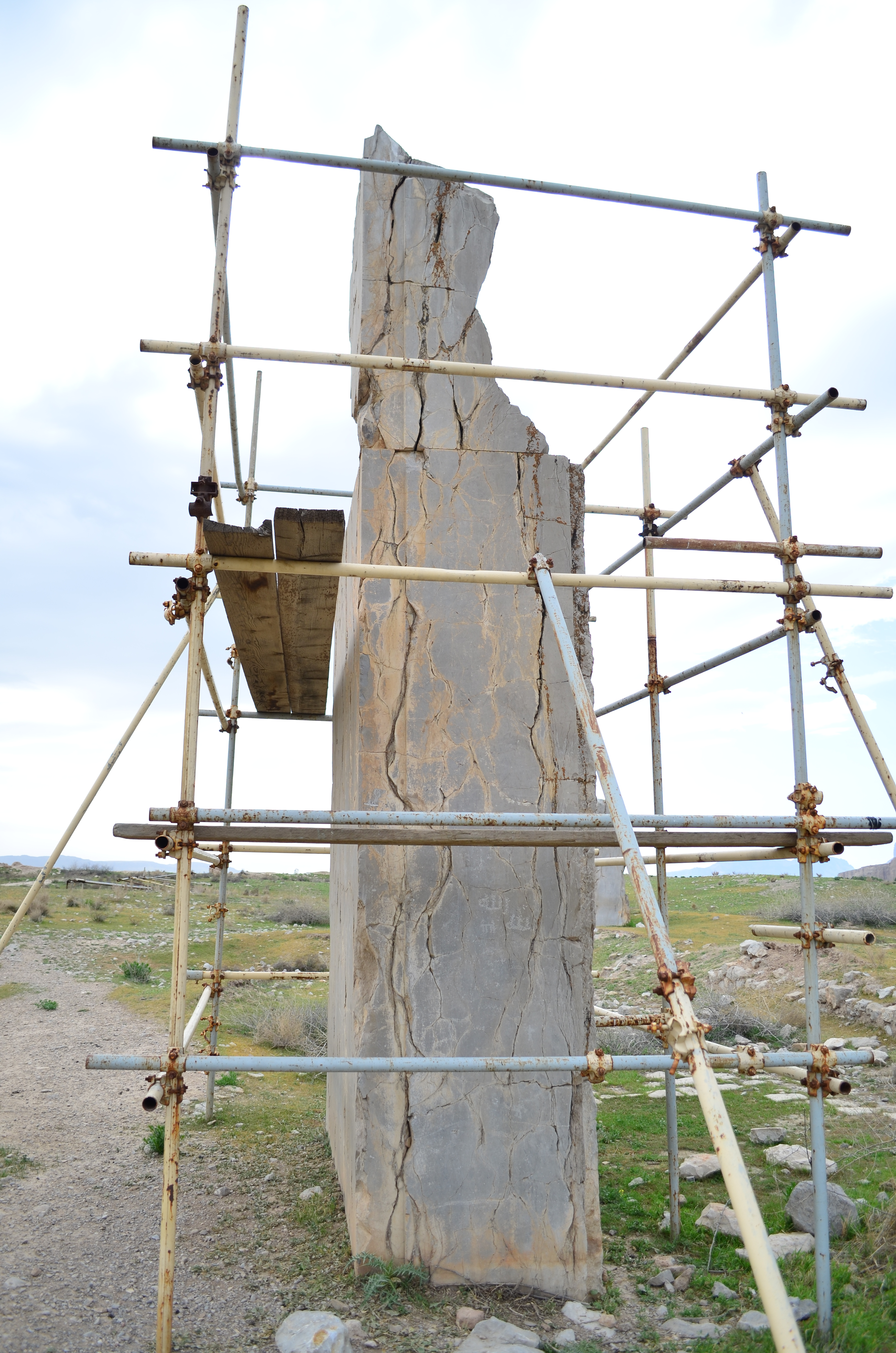
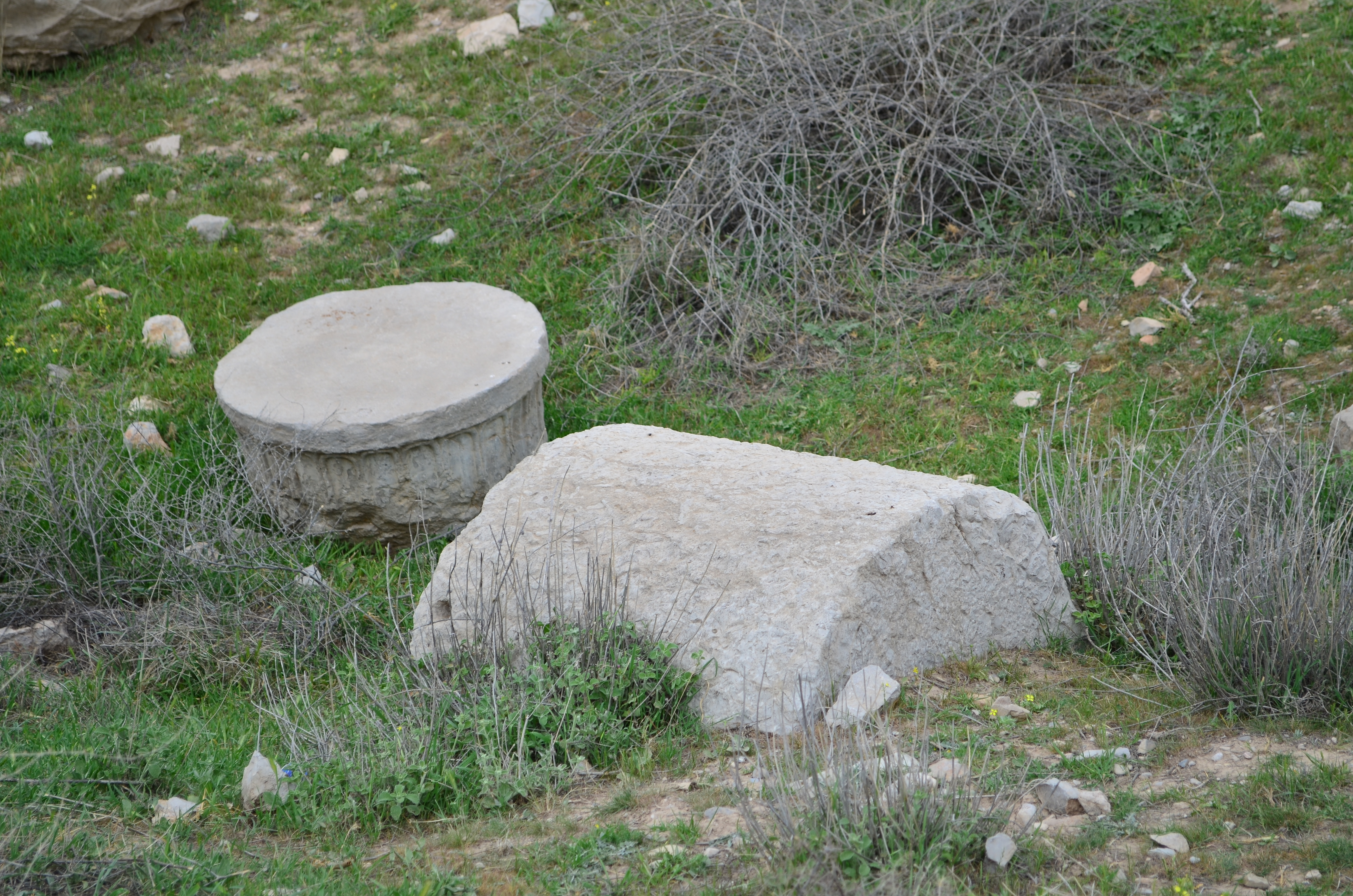
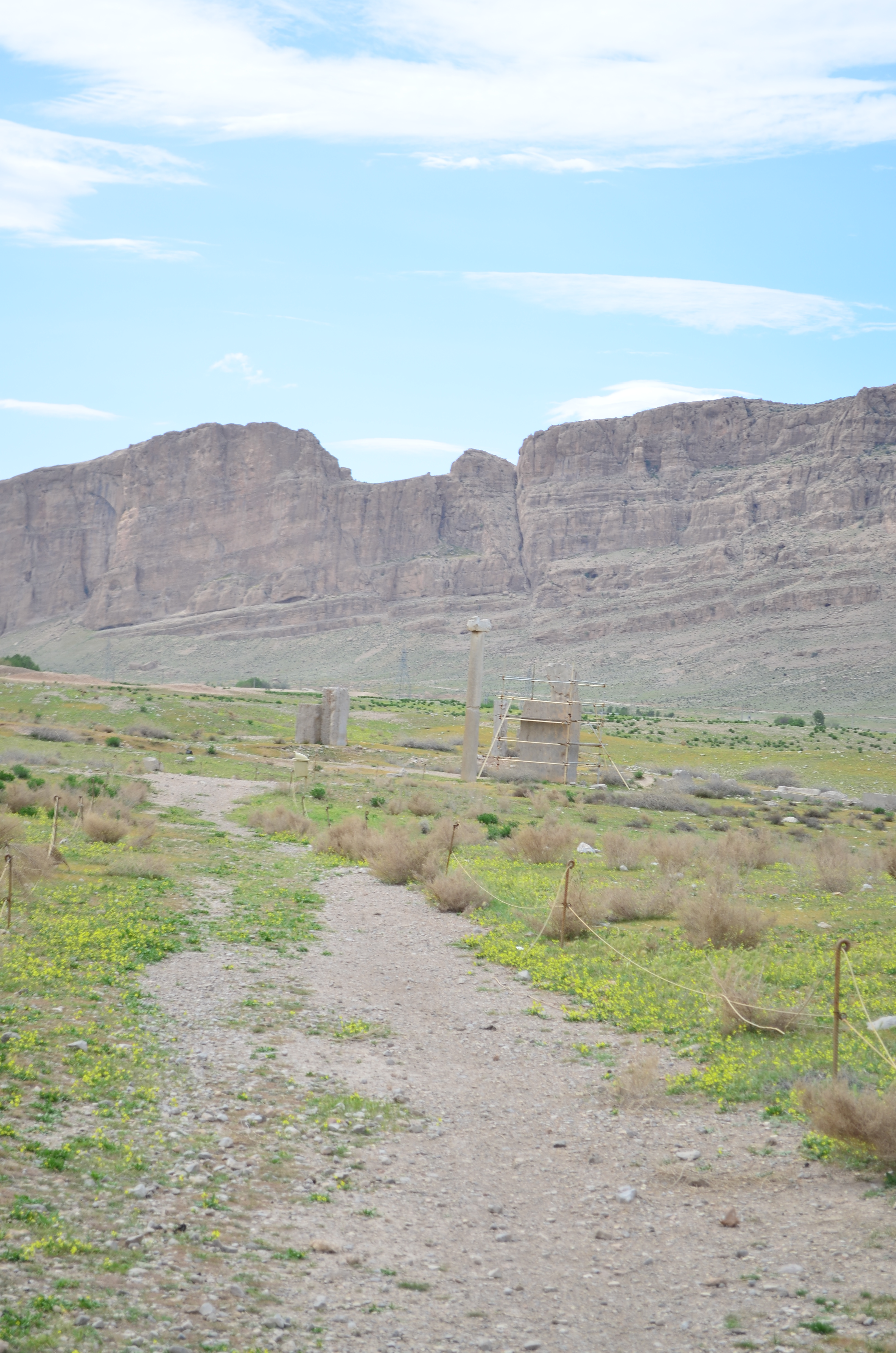
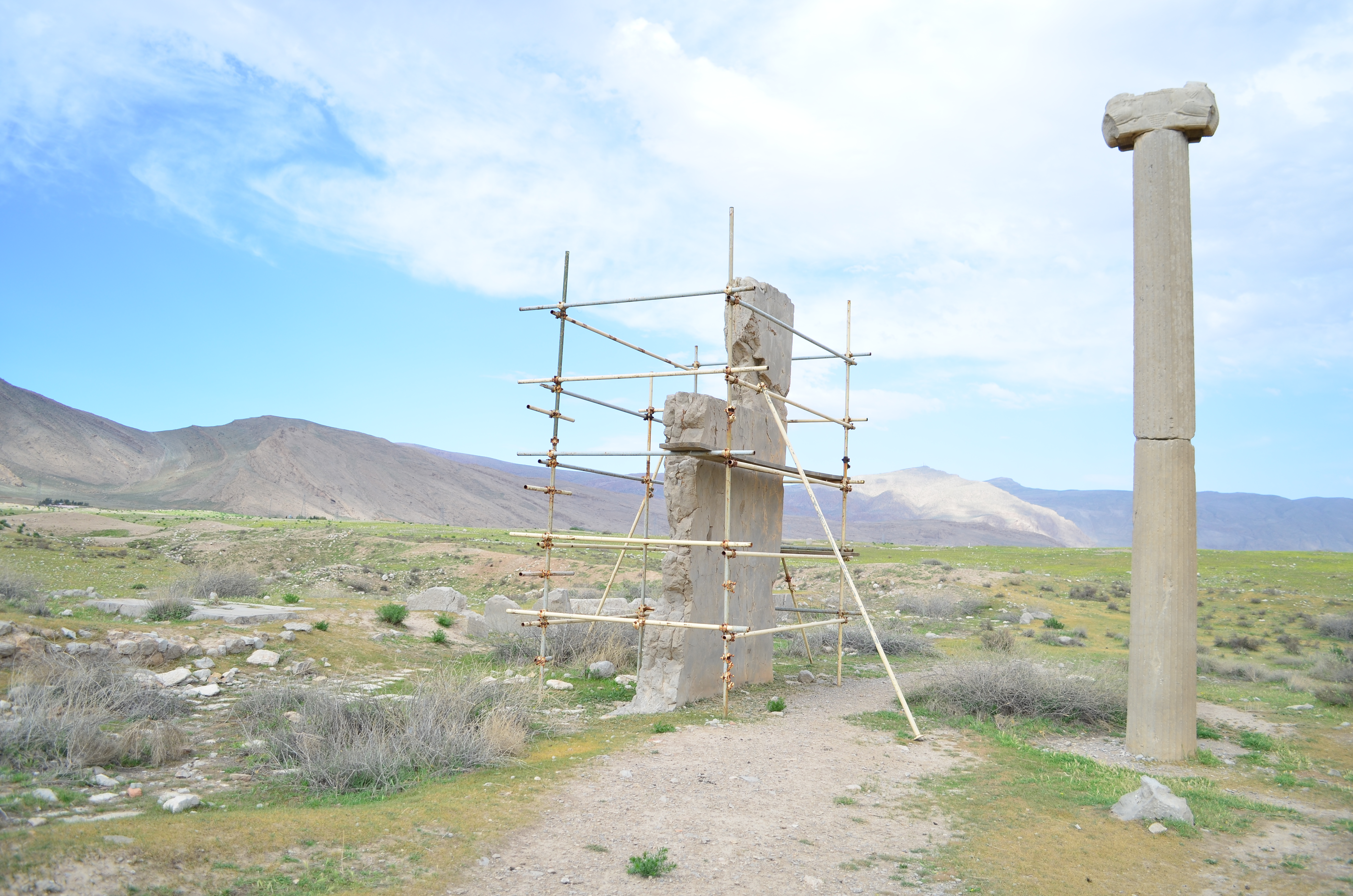
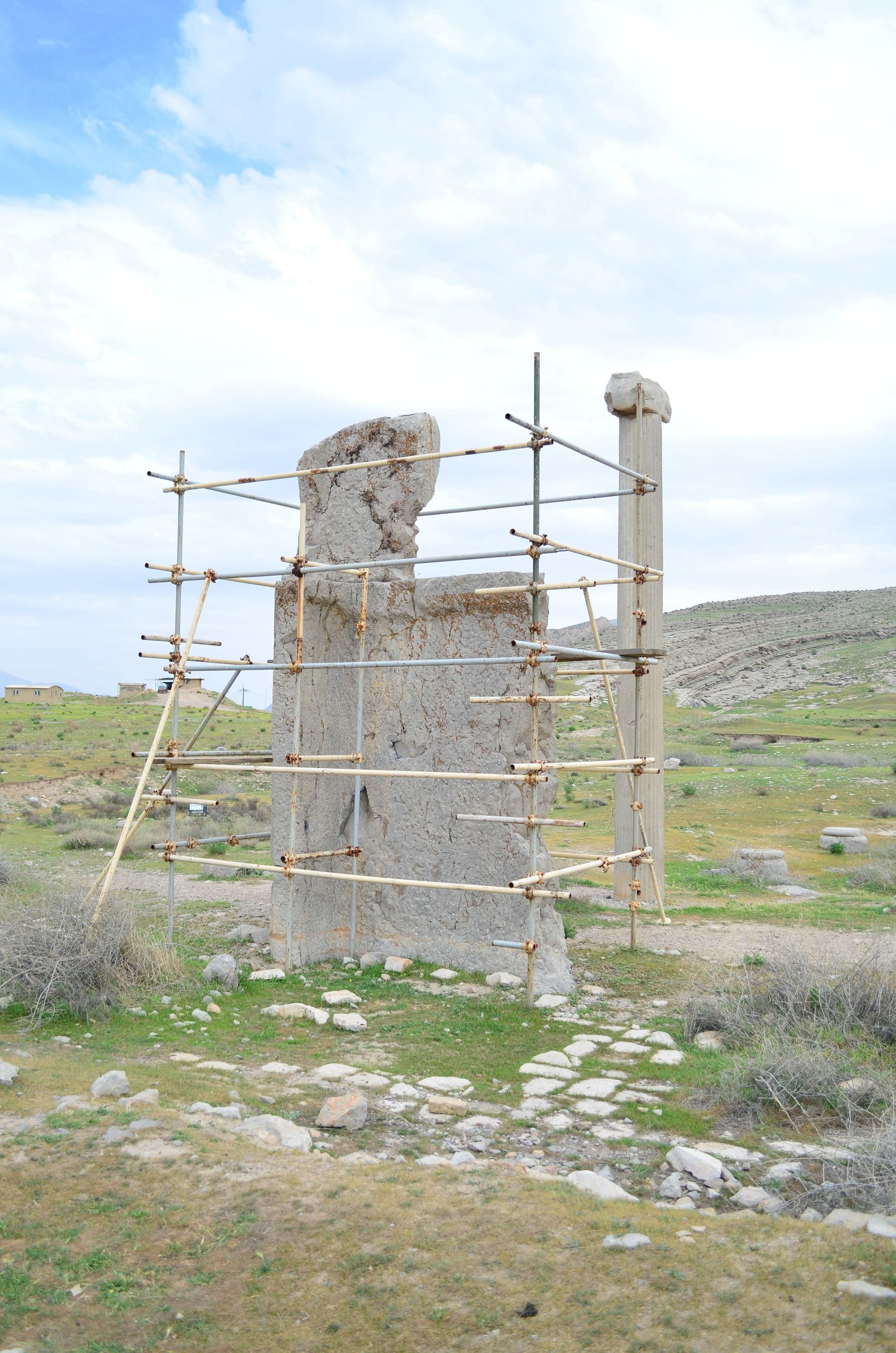
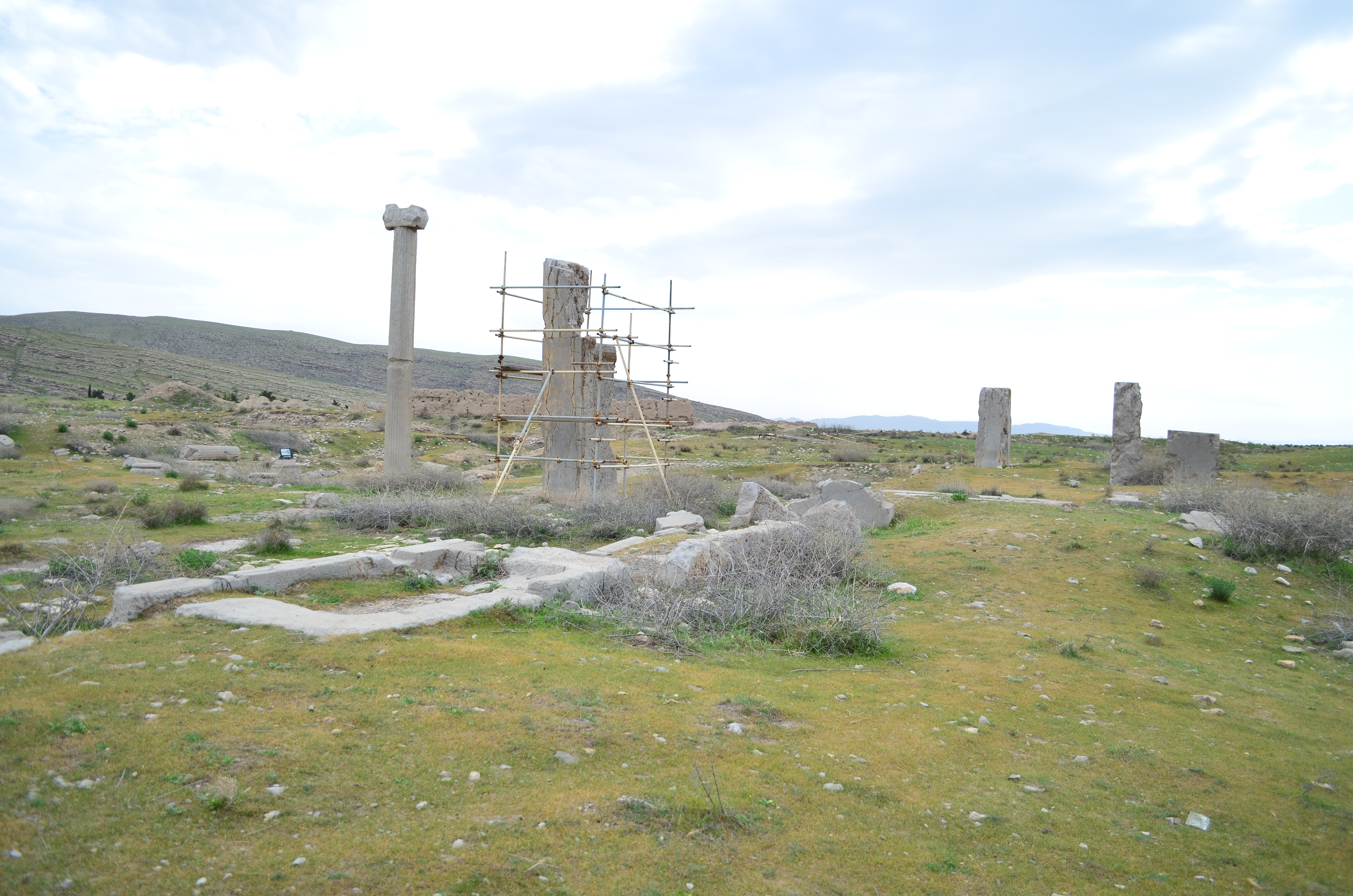
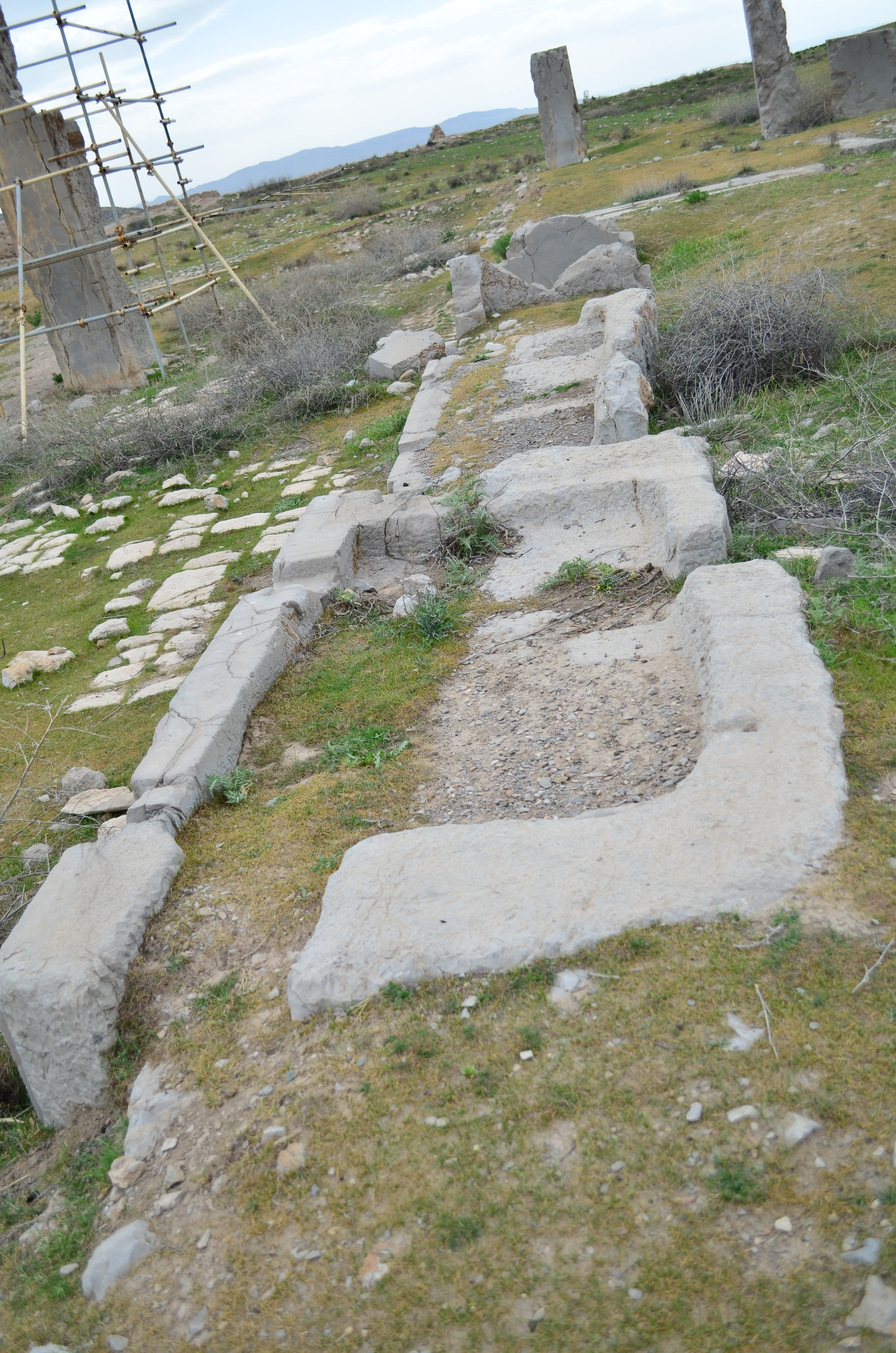
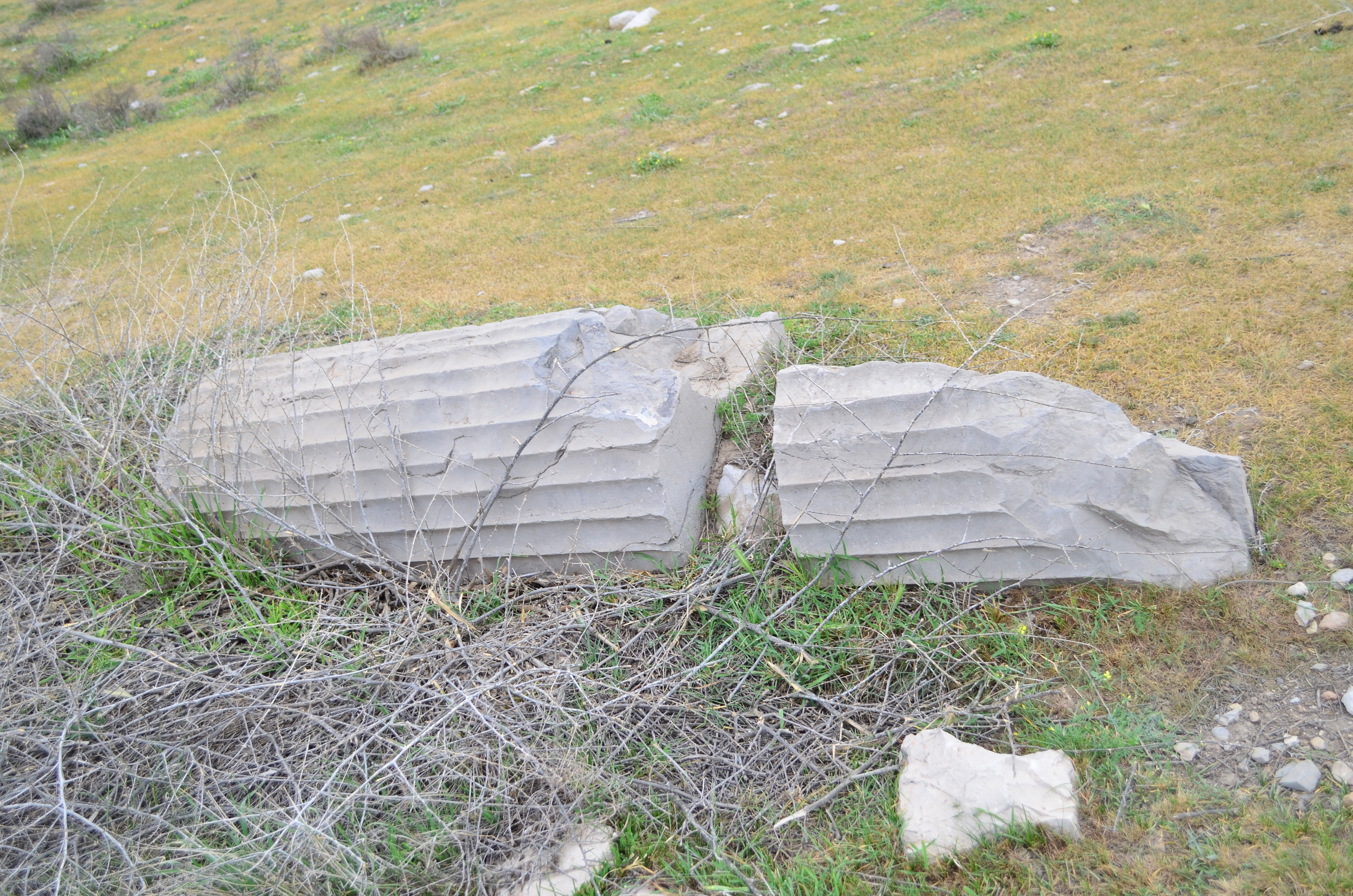
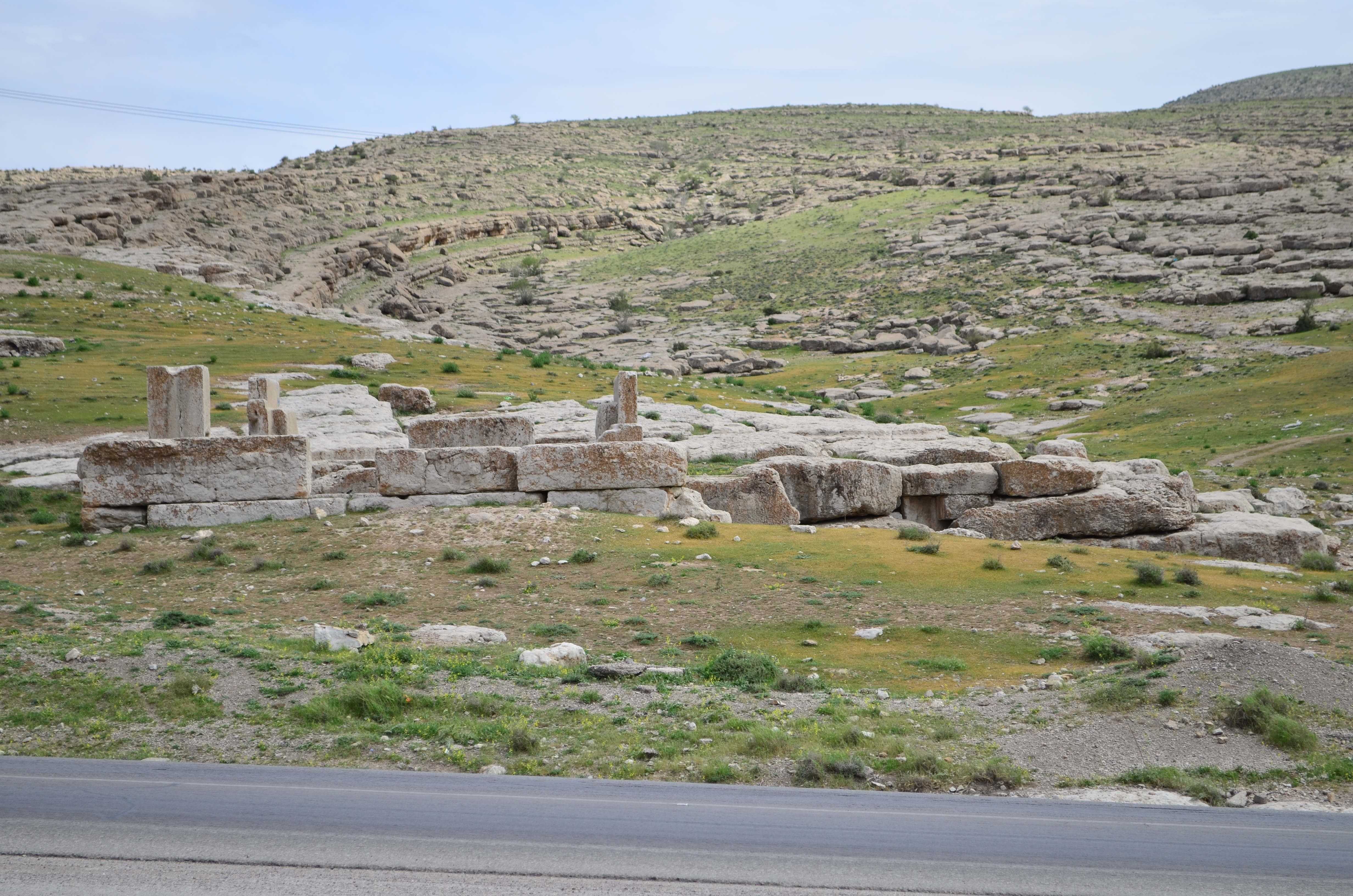